# Inglés irlandés

Mapa de Irlanda.

El inglés irlandés o hibernoinglés (en inglés Irish English o Hiberno-English; abreviación: en-IE) es un conjunto de dialectos nativos del inglés escrito y hablados en la Isla de Irlanda (políticamente tanto como en la República de Irlanda e Irlanda del Norte). El inglés antiguo o anglo-normando fue traído a Irlanda como resultado de la invasión anglo-normanda de Irlanda a finales del siglo XII. Para el período Tudor, la cultura y el idioma irlandeses habían recuperado la mayor parte del territorio perdido ante los invasores. El inglés fue reintroducido en Irlanda durante la colonización en el siglo XVI por parte de escoceses e ingleses. La variedad diatópica del inglés en Irlanda se denomina hiberno-inglés, o anglo-irlandés. La mayor diferencia entre el inglés británico estándar y el inglés en Irlanda radica en el lenguaje coloquial.

## Pronunciación
- El fonema /r/ Se pronuncia [r] (vibrante simple, no múltiple), donde en inglés estándar suele pronunciarse con la aproximante [ɹ]. El uso de taps /r/ y rolls /rr/ es relativamente común. No usan la "erre" inglesa como la pronunciamos todos, sino que usan un sonido similar a /pero/ en español y /perro/ en español. En la palabra /roud/, al sacar la diptongación nos queda /roːd/ (pronunciando una "ere" suave como en /tero/)
- Posee un acento rótico, es decir, se pronuncia [r] intervocálica, antes de consonante y al finalizar palabras, aspecto que también se conserva en la mayoría de dialectos estadounidenses o canadienses tras la colonización e inmigración irlandesa hacia dichos territorios.
- El sonido /t/ casi nunca es oclusivo cuando aparece en una posición diferente a la inicial de palabra; en su lugar, aparece un proceso de lenición, pasando a una fricativa entre "s" y "sh" [ɕ]
- La distinción de sonoridad entre w [w] y wh [ʍ] se preserva.
- En la variedad meridional no hay distinción, como en el inglés estadounidense, entre los fonemas /ɒ/  y /ɑː/. Así, la pronunciación de bother es /bɑːðɚ/, no /bɒðɚ/
- En algunas variedades de Irlanda ha desaparecido diferencia entre [θ] y [t], y entre [ð] y [d], desapareciendo los sonidos fricativos.
- La distinción entre /ɔːɹ/ y /oʊɹ/ en horse y hoarse respectivamente se preserva.
- La distinción entre [ɛɹ]-[ɪɹ]-[ʌɹ] en herd-bird-curd se preserva.
- La "l" no se velariza (como en español) en ningún contexto.
- No hay diptongación en palabras como boat /boːt/ o cane /keːn/.
- La "i" en night puede aparecer pronunciada como /ɔɪ/.
- La "u" en Dublin puede aparecer pronunciada como /ʊ/.
- En el condado de Cork algunos sonidos vocálicos se ven alterados. Un sonido "e" se convierte en "i" (es decir, well /wel/ se pronunciaría /wɪl/. Asimismo Cork es pronunciado como /kɑːrk/ en lugar de /kɔːrk/.
- Un acento único en Dublín es conocido como la entonación Dublín 4 (por el código postal del distrito), característico de las clases medias urbanas. Suele ridiculizarse al considerarse un dialecto "pijo"; hablantes de esta variedad pronuncian car /kɑːr/ como core /kɔːr/. También suelen terminar una oración interrogativa como Right? pronunciada lentamente como Roisch?.
- En algunas variedades más anticuadas, los grafemas ea que en inglés británico se pronuncian como [iː], se pronuncian como [eː] (meat, beat).

## Gramática

### Uso del "sí" y "no"
En Irlanda no existen palabras directamente equivalentes a "sí" o "no" (nótese que "no" en español tiene dos usos para los que otros idiomas usan dos palabras: como negación de una oración y como negación tan solo de un verbo o sintagma; así, en inglés hay "no" y "not", en alemán "nein" y "nicht", en asturiano "non" y "nun", en francés "non" y "ne" y en ruso "не" y "нет"); en su lugar, el verbo se repite en la respuesta. Esta característica se refleja en el uso del inglés en Irlanda:
- "Are you finished doing your homework?" "I am" -en lugar de Yes, I am o Yes solamente- (¿Has terminado las tareas? Sí)
- Is your mobile charged? "It isn't" -en lugar de No, it isn't o simplemente No- (¿Está tu móvil/celular cargado? No)

De manera alternativa, es común entre los anglohablantes irlandeses del norte de la isla usar la palabra "aye "(/aɪ/) como una forma débil de yes (más o menos equivalente a "sure" o "yeah" en otras variedades de inglés).
- It's getting late, is it? Aye, it is. (Se está haciendo tarde, ¿verdad? Sí) -o "It is, aye" en Donegal-
- Is that okay with you? Aye. (¿Te parece bien? Sí)

### Sistema verbal
- Los verbos irlandeses tienen dos tiempos presentes: uno indica qué está ocurriendo en el momento del habla y el otro se usa para acciones continuas. Por ejemplo, tú estás ahora es tá tú anois (literalmente "estás tú ahora"), pero tú estás todos los días es bíonn tú gach lá (literalmente "estar tú cada día").

- Los hablantes irlandeses de inglés, especialmente en las zonas rurales (Mayo/Sligo), utilizan el verbo "to be" del inglés de igual manera a como usarían el equivalente en irlandés, utilizando "does be/do be" (o, de manera menos frecuente, "bes") para indicar el uso de este último presente continuo. Nótese que esto es considerado feo e inaceptable en el habla educada, y es cada vez más restringido a la gente mayor en zonas remotas.

- He do(es) be reading every day. (Lee todos los días)
- They do be talking on their mobiles a lot. (Están todo el rato hablando con los móviles)
- They bes doing a lot of work at school. (Nunca)
- It's him I do be thinking of (Es él en quien estoy pensando)

Estos ejemplos pertenecen más al lenguaje del siglo XIX que al habla del siglo XXI.
- El irlandés no tiene tiempo pluscuamperfecto: en su lugar "after" (después, tras) se añade al presente continuo. La expresión idiomática para I had done X when I did Y (Yo había hecho X cuando hice Y) es I was after doing X when I did Y, calcado del uso en irlandés de las preposiciones compuestas i ndiaidh, tar éis, y in éis: bhí mé tar éis/i ndiaidh/in éis X a dhéanamh, nuair a rinne mé Y. Sobre todo este uso se puede encontrar entre los dublineses.

- Why did you hit him? He was after insulting me. (¿Por qué lo golpeaste? Me había insultado)

- Una estructura similar se encuentra con el "perfecto de últimas noticias", que se usa como elemento expresivo de excitación para algo que ha pasado recientemente:

- Would ya look at yer one - she's after losing five stone in five weeks! (Mira a esa: ¡ha perdido 32 kilos en cinco semanas!)

- Menos contundente, usando lo que se puede denominar como "perfecto de noticias poco importantes", con una estructura similar a la del tiempo perfecto en alemán, se usa, como en irlandés, para indicar algo de menos importancia:

- I have the computer rebooted - Literalmente "Yo he el ordenador reiniciado". No. Mejor considerarlo "Yo tengo el ordenador reiniciado".

- Existe, como en irlandés y casi todos los idiomas europeos (a diferencia del inglés) una forma de segunda persona del plural, perteneciente a un inglés arcaico: "ye" (y también se puede usar "yous", pero solo en Dublín), en oposición a la segunda persona del singular, "you".

- Did ye/yous all go to see it? (¿Fuisteis todos a verlo?)

- En zonas rurales la forma reflexiva de los pronombres se usa a menudo para enfatizar o para referirse indirectamente a una persona en concreto, de acuerdo al contexto:

- Was it all of ye or just yourself? -¿Érais todos vosotros o solo tú?
-  'Tis herself that's coming now (irlandés:Is sí féin atá ag teacht anois) - Es ella quien va a venir ahora.

Con "herself" o "himself" (pronombres reflexivos de tercera persona del singular, femenino y masculino respectivamente), se puede indicar la jefa o la mujer de la casa. Este uso a menudo indica que el hablante atribuye algo de arrogancia o egoísmo a la persona en cuestión. Nótese, además, el uso de esta construcción tan indirecta (cleft sentence), en lugar de She's coming now, y el uso de la contracción " 'tis" en lugar de "it's".
- Es normal que se terminen oraciones con las coletillas "no?" o "yeah":

- He's not coming today, no? (irlandés: Níl sé ag teacht inniú, nach bhfuil?) -No viene mañana, ¿verdad?-
- The bank's closed now, yeah? (irlandés: Tá an banc dúnta anois, an bhfuil) -El banco está ahora cerrado, ¿a que sí?-

No obstante, dada la inexistencia de las palabras "sí" o "no" en irlandés (nach bhfuil y an bhfuil son las formas afirmativa y negativa del verbo "ser"), también se puede encontrar como alternativa:
- He's not coming today, sure he isn't?
- The bank's closed now, isn't it?

- Hay algunos giros de lenguaje que surgen del hecho de que no existe verbo tener en irlandés. En su lugar, la posesión se indica usando la preposición ag (en -nótese que en inglés la traducción dada es at: el español tiene un sistema preposicional menos preciso y es difícil dar una traducción más exacta), la cual se combina con la forma "mí" para crear agam. Así, en inglés se usa el verbo to have junto con with me (junto a mí), lo que copia la forma ta ...agam.

- The book, I have it with me (Tengo el libro)
- Do you have the book? I have it with me (¿Tienes el libro? Sí, lo tengo)

Asimismo, para decir que alguien "habla una lengua" se recurre al verbo to have (tener), que toma prestada la forma gramatical del irlandés:
- She doesn't have Irish -Nil Gaeilge aici- (Literalmente: No hay irlandés en ella)

- Otro modismo es la descripción de "esta cosa aquí" o "esa cosa allá" como this man here (este hombre aquí) o that man there (ese hombre allí), que también aparece en el inglés de Terranova de Canadá.
- Una subordinada de estilo indirecto a menudo preserva su forma directa; por ejemplo:

- John asked me to buy a loaf of bread (John me pidió que comprara una hogaza de pan) se transforma en John asked me would I buy a loaf of bread.

- Tomar y llevar (Bring y take): el uso en el inglés de Irlanda difiere del inglés estándar, pues copia la gramática del gaélico para beir y tóg. En inglés el uso de estos verbos depende de la dirección; en irlandés depende de la persona. En inglés, se lleva (to take) algo de aquí a allí y se trae (to bring) a aquí de allí. Pero en irlandés una persona lleva (to take) solo cuando se toma un elemento de otra persona - y la persona trae (to bring) en el resto de los casos, independientemente de la dirección. De esta manera aparecen oraciones como:

- Don't forget to bring your umbrella with you when you go (No te olvides de llevarte el paraguas cuando salgas)
- Hold my hand: I don't want someone to take you. (Cógete de la mano: no quiero que nadie te lleve)

## Conservación de arcaísmos
- Se da la antigua contracción de "it is", "tis". Se da incluso también doble contracción: "tisn't" por "it is not".
- Las palabras "ye" o "yous", en muchas variedades ya arcaicas, se utilizan todavía en lugar de "you" para indicar segunda persona del plural.
- El verbo "mitch" que significa hacer novillos es usada en Irlanda: aparece en Shakespeare pero apenas se oye en inglés británico moderno, excepto en algunas áreas como Gales, Devon y Cornualles.

## Giros de lenguaje
- Amn't, así como la forma "ain't" en inglés, se usa como contracción de "am not" (primera persona singular) por analogía con "isn't" (tercera persona singular) y "aren't" (forma plural). Se puede usar como pregunta coletilla ("I'm making a mistake, amn't I?" -Estoy cometiendo un error, ¿verdad?-), o como alternativa a "I'm not" (No soy/estoy). ("I amn't joking" -No estoy bromeando-), y también se usa en dobles negativas ("I'm not late, amn't I not?" -No llegó tarde, ¿a que no?-)
- Arra se utiliza como interjección cuando algo malo ha pasado, pero "se pone al mal tiempo buena cara":

- "Arra, 'tis not the end of the world" (¡Bueno! No es el fin del mundo).

- Las expresiones "come here to me now" (literalmente: "Vente aquí ahora") y "come here and I'll tell ya something" (literalmente: "Ven aquí [para] que te diga algo") se utilizan para expresar lo que en inglés estándar se diría "Listen to this" ("Escucha esto") o "I have something to tell you" ("Tengo algo que decirte"). Claro que casi nadie usa estas expresiones. La contracción de "Tell me this and tell me no more" ("Dime esto y nada más"), también es común, mejor poco común: tiende a implicar secretismo o una revelación importante en la información dada.
- "Diablos" se utiliza como expletivo en irlandés; por ejemplo: Cén áit sa diabhal a bhfuil sé? ("¿Dónde diablos está él?"). En su versión inglesa se trata de un expletivo de fuerza media.
- "Cheers""" se utiliza como "salud" y como "gracias", depende del caso.
- ""hora y media"" cuando te preguntan ¿a que hora vienes? la respuesta es Half Hour (mitad hora). es la forma local de decirlo, por ejemplo: mañana voy a las 3:30,     "Im going tomorrow at half 3"
- Varios insultos se han trasladado directamente del irlandés y tienen un significado bastante indulgente en inglés: e.g. "Lúdramán", "Amadán", "pleidhce", "rogué", "eejit"' (que simplemente es una versión de "idiot") , todos significan "tonto". También se utilizan expresiones como messer o langer (sobre todo en Cork), de significados similares.